# Antifo (compagno di Ulisse)
Antifo (in greco antico: Ἄντιφος?, Ántiphos) era un personaggio della mitologia greca e compagno di Ulisse nel viaggio intrapreso dopo la caduta di Troia.

## Mitologia
Antifo, giovane nobile di Itaca figlio di Egizio, seguì il suo re Ulisse nella guerra di Troia, dove uccise tra gli altri il coetaneo troiano Melanione. In uno scontro rischiò di rimanere ucciso da Euripilo. Dopo la presa di Troia, si imbarcò per il ritorno in patria, ma fu tra i sei itacesi che finirono vittime di Polifemo, il quale lo divorò.